# Chlorophthalmus chalybeius
Chlorophthalmus chalybeius es una especie de pez del género Chlorophthalmus, familia Chlorophthalmidae. Fue descrita científicamente por Goode en 1881.
Se distribuye por el Atlántico Noroeste: Estados Unidos. Especie batidemersal de aguas profundas. Está clasificada como una especie marina inofensiva para el ser humano.